# Lijst van personen overleden in maart 2015
Dit is een lijst van bekende personen die zijn overleden in maart 2015.

## Maart

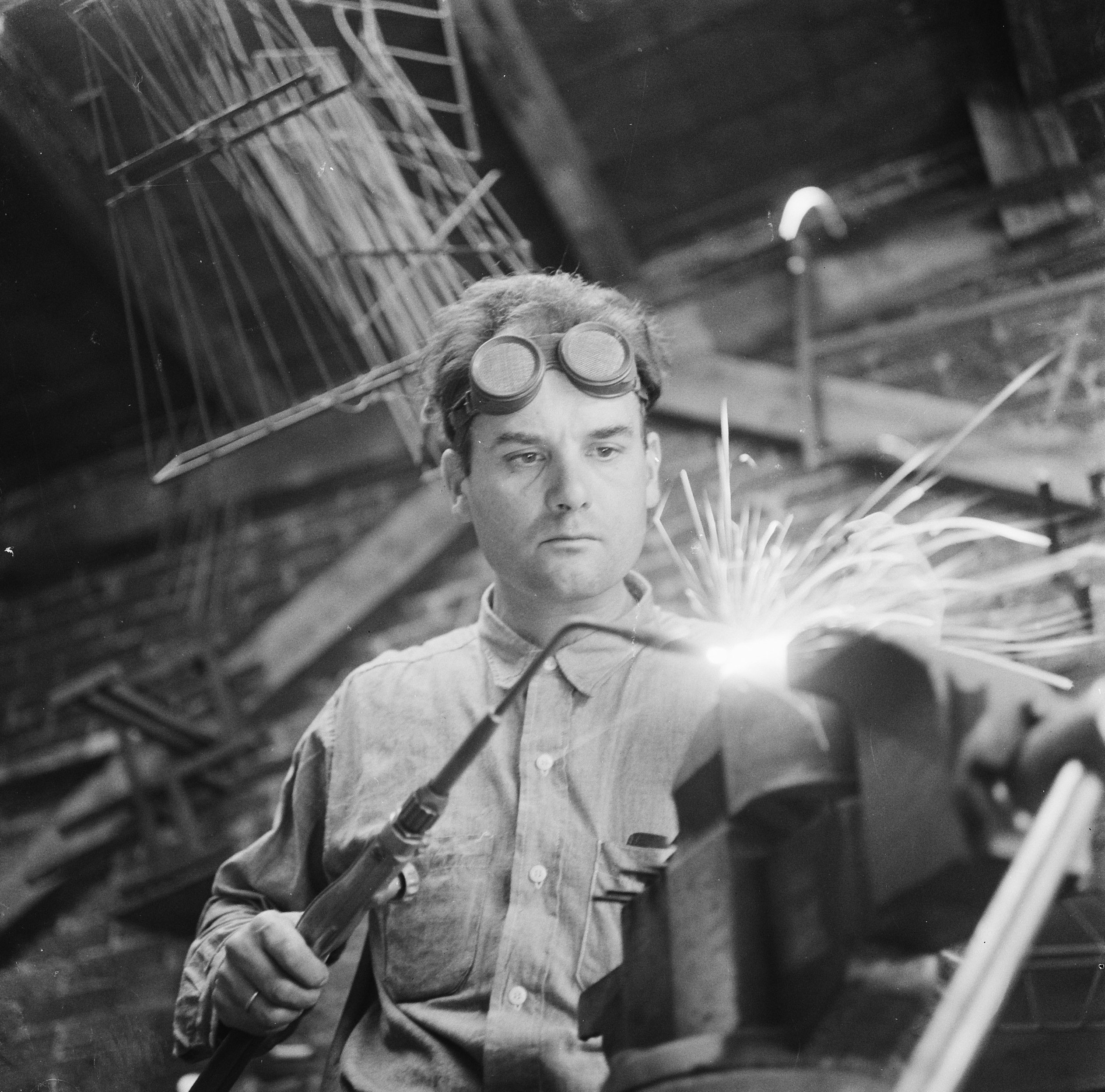
Carel Visser
1 maart

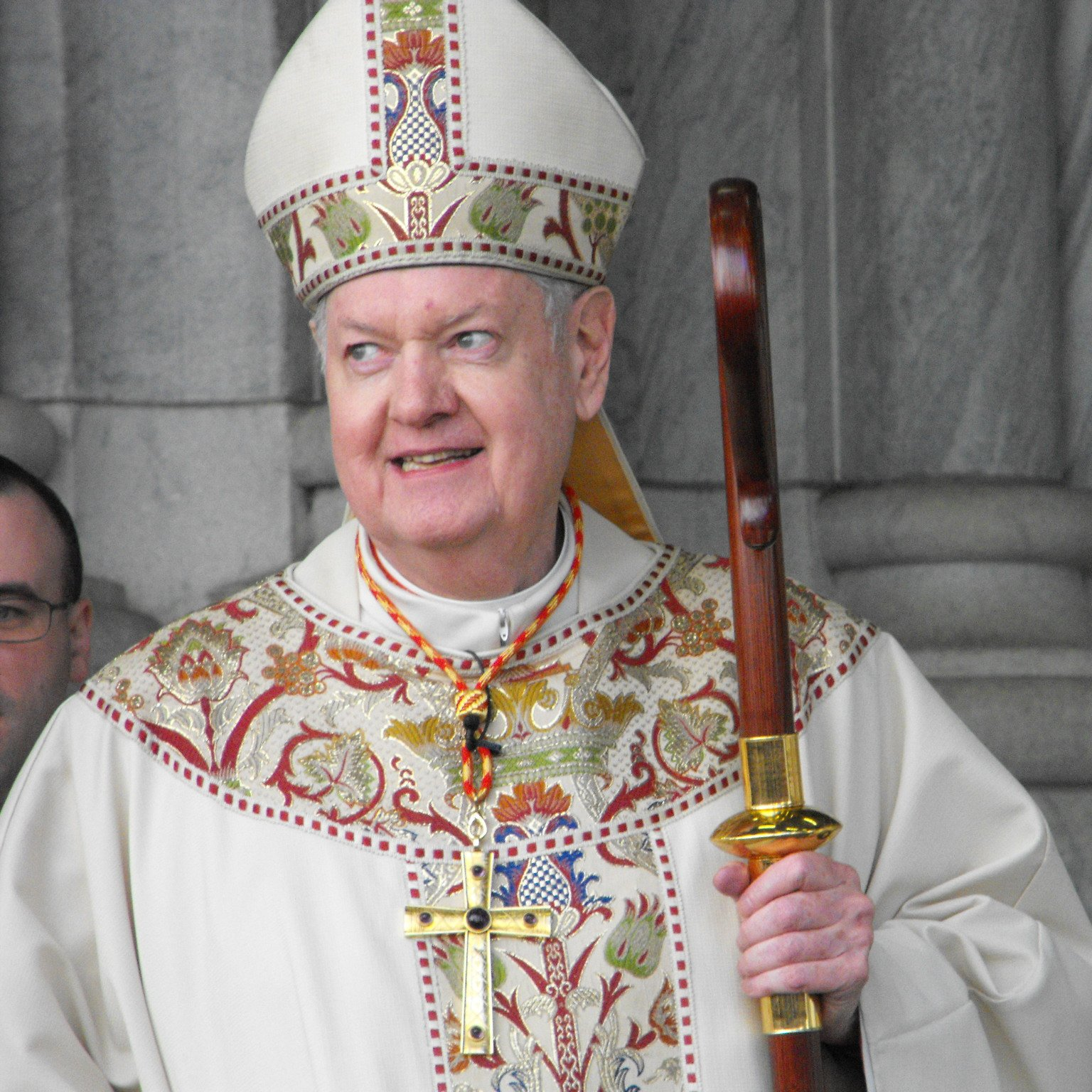
Edward Egan
5 maart

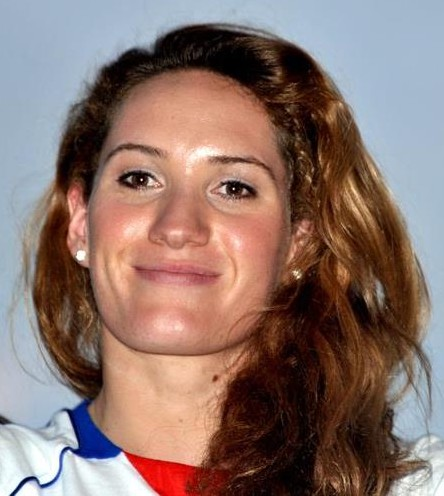
Camille Muffat
9 maart

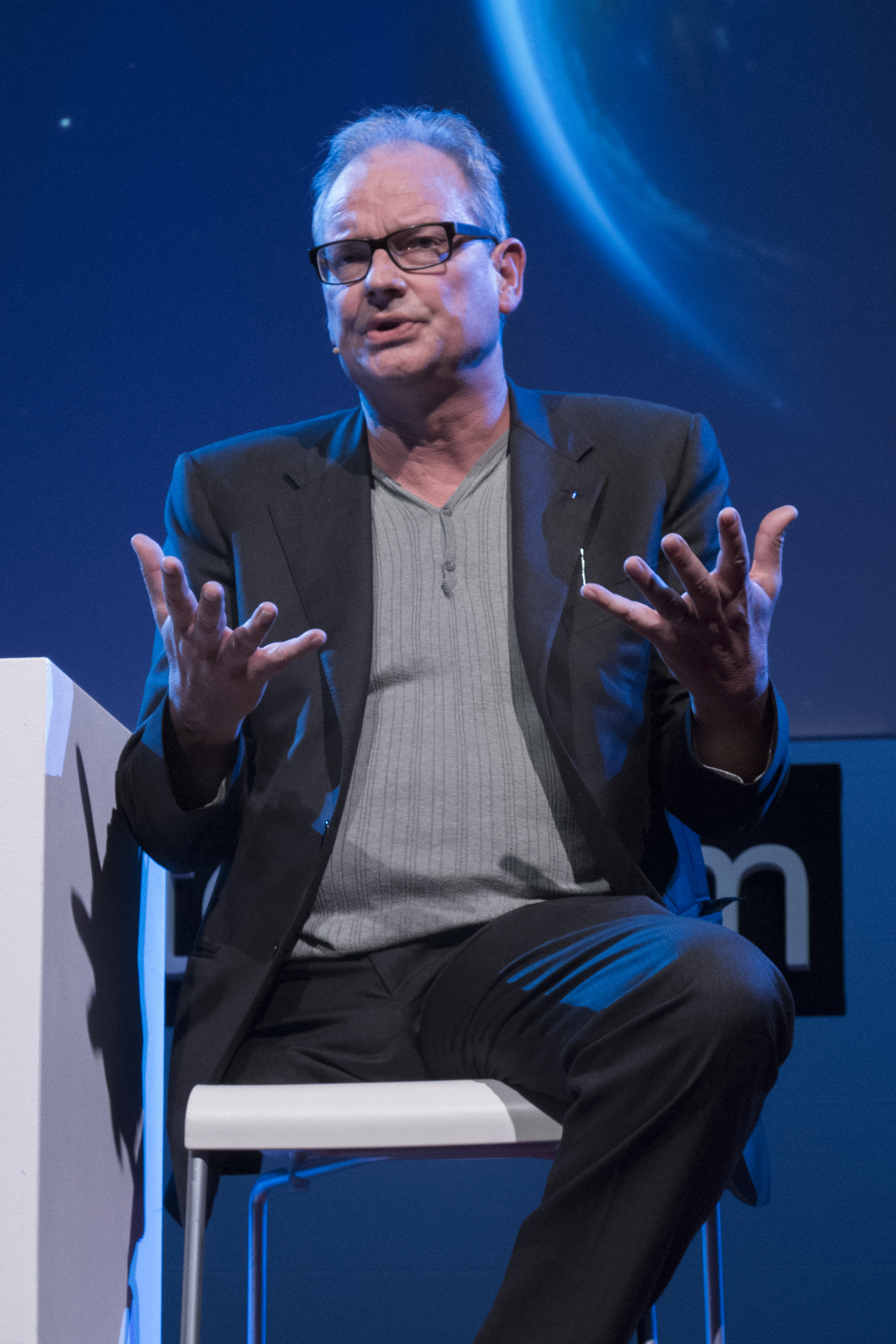
René Gude
13 maart

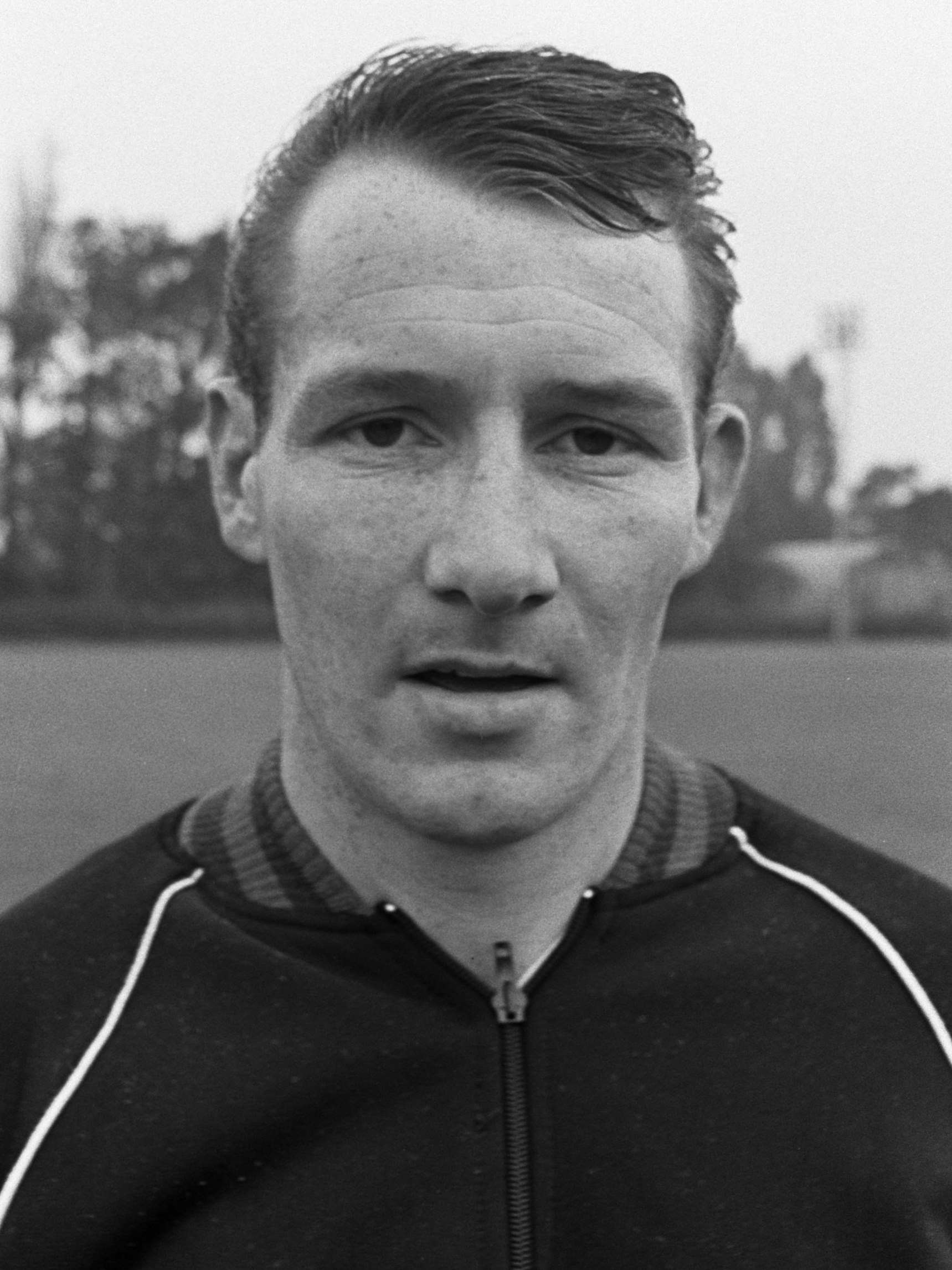
Harrie Heijnen
17 maart

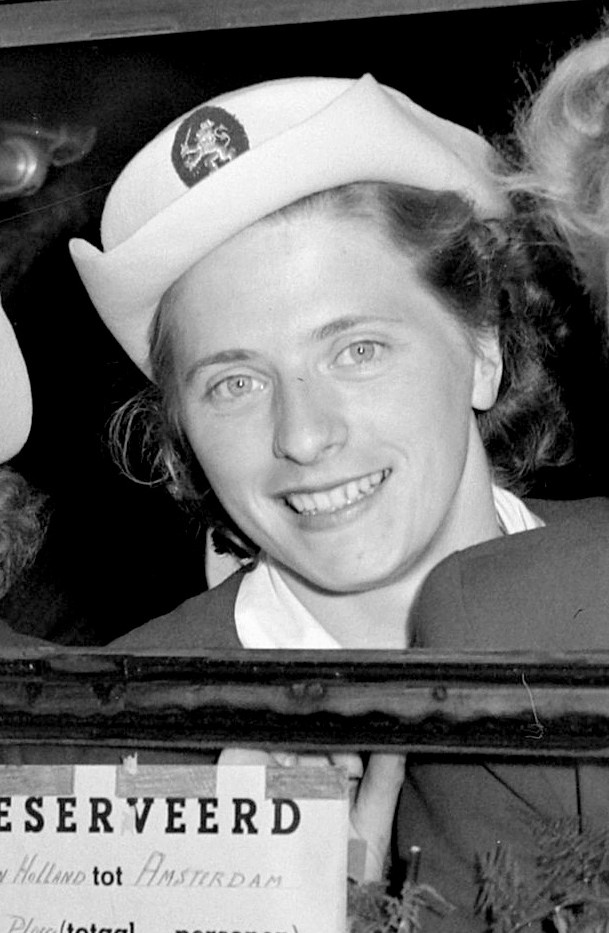
Gerda van der Kade-Koudijs
19 maart

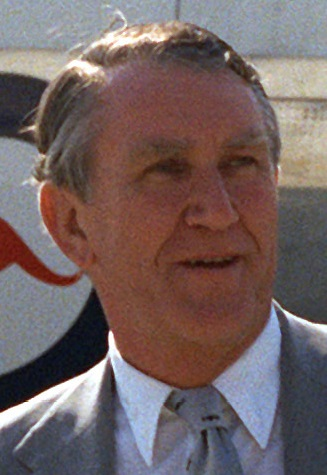
Malcolm Fraser
20 maart

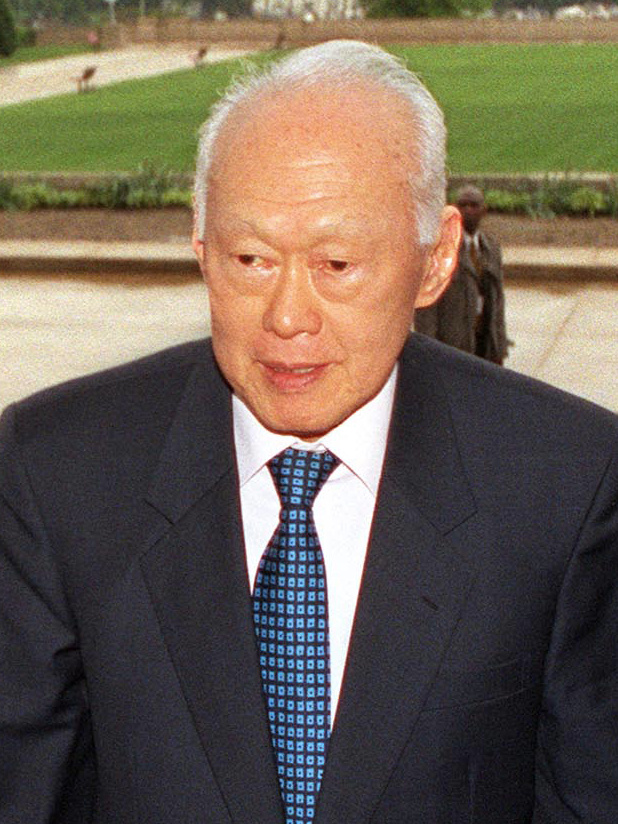
Lee Kuan Yew
23 maart

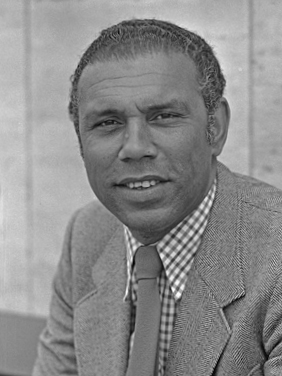
Hugo Walker
26 maart

| 1 | 2 | 3 | 4 | 5 | 6 | 7 | 8 | 9 | 10 | 11 | 12 | 13 | 14 | 15 | 16 | 17 | 18 | 19 | 20 | 21 | 22 | 23 | 24 | 25 | 26 | 27 | 28 | 29 | 30 | 31 |
| - | - | - | - | - | - | - | - | - | -- | -- | -- | -- | -- | -- | -- | -- | -- | -- | -- | -- | -- | -- | -- | -- | -- | -- | -- | -- | -- | -- |

### 1 maart
- Daniel von Bargen (64), Amerikaans acteur[1]
- Emiel Goelen (68), Belgisch televisiepresentator[2]
- Carel Visser (86), Nederlands beeldend kunstenaar[3]

### 2 maart
- Dave Mackay (80), Schots voetballer en voetbaltrainer[4]
- Rense Westra (68), Nederlands acteur[5]

### 4 maart
- Antoon Heldens (89), Nederlands burgemeester[6]

### 5 maart
- Edward Egan (82), Amerikaans kardinaal[7]
- Jim McCann (70), Iers gitaarspeler en zanger[8]

### 6 maart
- Marianne Hilarides (81), Nederlands balletdanseres[9]

### 7 maart
- Lode Bostoen (83), Belgisch journalist[10]
- Edmond Malinvaud (91), Frans econoom[11]

### 8 maart
- Sam Simon (59), Amerikaans scenarioschrijver[12]

### 9 maart
- Omgekomen bij een helikopterbotsing bij Villa Castelli:
  - Florence Arthaud (57), Frans zeilster[13]
  - Camille Muffat (25), Frans zwemster[13]
  - Alexis Vastine (28), Frans bokser[13]
- H.H. ter Balkt (76), Nederlands dichter[14]
- Windell Middlebrooks (36), Amerikaans acteur[15]

### 10 maart
- Patrick Gaudy (38), Belgisch veldrijder[16]
- Richard Glatzer (63), Amerikaans regisseur[17]

### 11 maart
- Walter Burkert (84), Duits hoogleraar, schrijver en classicus[18]
- Aart Lamberts (67), Nederlands beeldhouwer[19]

### 12 maart
- Michael Graves (80), Amerikaans architect en designer[20]
- Terry Pratchett (66), Brits schrijver[21]
- Carl zu Wied (53), Duits edelman[22]

### 13 maart
- Daevid Allen (77), Australisch musicus[23]
- René Gude (58), Nederlands filosoof[24]

### 14 maart
- Bodys Isek Kingelez (67), Congolees beeldend kunstenaar[25]
- Valentin Raspoetin (77), Russisch schrijver en milieuactivist[26]

### 15 maart
- Mike Porcaro (59), Amerikaans basgitarist[27]

### 17 maart
- Harrie Heijnen (74), Nederlands voetballer[28]

### 18 maart
- Dolf Kruger (91), Nederlands fotograaf[29][30]

### 19 maart
- Gerda van der Kade-Koudijs (91), Nederlands atlete[31]
- Eino Uusitalo (90), Fins politicus[32]

### 20 maart
- Malcolm Fraser (84), Australisch premier[33]
- Frank IJsselmuiden (75), Nederlands burgemeester[34]
- Paul Jeffrey (81), Amerikaans jazzmuzikant en -componist[35]
- Steve Mokone (82), Zuid-Afrikaans voetballer[36]
- A.J. Pero (55), Amerikaans drummer[37]
- Gregory Walcott (87), Amerikaans acteur[38]

### 21 maart
- Hans Erni (106), Zwitsers kunstschilder en beeldhouwer[39]
- Jørgen Ingmann (89), Deens gitarist[40]
- Alberta Watson (60), Canadees actrice[41]

### 22 maart
- Marc Leemans (89), Belgisch acteur[42]

### 23 maart
- Lee Kuan Yew (91), Singaporees premier[43]

### 24 maart
- Omgekomen bij de ramp met Germanwings-vlucht 9525:
  - Oleg Bryjak (54), Kazachs-Duits operazanger[44]
  - Maria Radner (34), Duits operazangeres[44]
- Kees van Vugt (85), Nederlands roeier[45]

### 25 maart
- Joris Van Hauthem (51), Belgisch politicus[46]

### 26 maart
- Anne Lybaert (60), Belgische onderneemster[47]
- Jimmy McGill (68), Schots voetballer[48]
- John Renbourn (70), Brits gitarist en songwriter[49]
- Tomas Tranströmer (83), Zweeds dichter[50]
- Hugo Walker (81), Nederlands honkballer en sportverslaggever[51]

### 27 maart
- Peter Nieuwerf (76), Nederlands jazzgitarist[52]
- Mate Trojanović (84), Kroatisch roeier[53]
- Leo Wouters (84), Belgisch voetballer[54]

### 28 maart
- Gene Saks (93), Amerikaans acteur, filmregisseur, filmproducent en theaterregisseur[55]
- Ronald Stevenson (87), Brits componist en pianist[56]

### 30 maart
- Ingrid van Houten-Groeneveld (93), Nederlands astronome[57]

### 31 maart
- Ad den Besten (92), Nederlands dichter, vertaler en essayist[58]

### Datum onbekend
- Hugo Ferrol (74), Nederlands crimineel[59]